# Salticella stuckenbergi
Salticella stuckenbergi är en tvåvingeart som beskrevs av Verbeke 1962. Salticella stuckenbergi ingår i släktet Salticella och familjen kärrflugor.
Artens utbredningsområde är Lesotho. Inga underarter finns listade i Catalogue of Life.